# Perfecto
Perfecto è una giacca di pelle per motociclisti realizzata nel 1928 da Irving Schott della Schott NYC. Gli Schott Brothers hanno poi realizzato una giacca simile per il marchio Beck, chiamata Beck 333 Northeaster. Il nome del vestito gli è stato dato dal suo creatore Irving, che si è ispirato alla sua marca di sigari preferita.

## Il "Perfecto" negli anni

### Fine anni '40
Viene introdotto lo Schott Perfecto 613. Le giacche sono fatte in pelle di cavallo e ci sono le zip della Talon. Le tasche laterali sono inclinate a circa 60° e il taschino a 50°.
Il 613 non ha gli snaps nella parte superiore del collo e ha una stella di metallo su ogni spallina, come quelle sulle divise militari, e per questo è chiamato "One Star". Questo è quello utilizzato da Marlon Brando nel film Il selvaggio.

### Primi anni '50
Entra in commercio lo Schott Perfecto 618, che è identico al 613, eccetto che per la mancanza di stelle sulle spalline.

### Primi anni '60
Si cominciano a fare le giacche in pelle di bue. Le zip sono della ESKO. Le tasche sui lati sono a circa 55° e quella sul torace sta a 65°.

### Metà anni '70
Nel 1977 esce sul mercato lo Schott Perfecto 118, che si differenzia dal 613 e 618 perché fatto di pelle bovina.
Le zip sono della Talon. Le tasche laterali sono a 55° e la tasca sul torace a 60°.

### Metà anni '80
Schott smette di produrre il 613. Le tasche laterali sono a 60° e quella sul torace a 50°, per ritornare allo stile degli anni '50. La fibbia della cintura è quadrata.

### Fine anni '80/anni '90

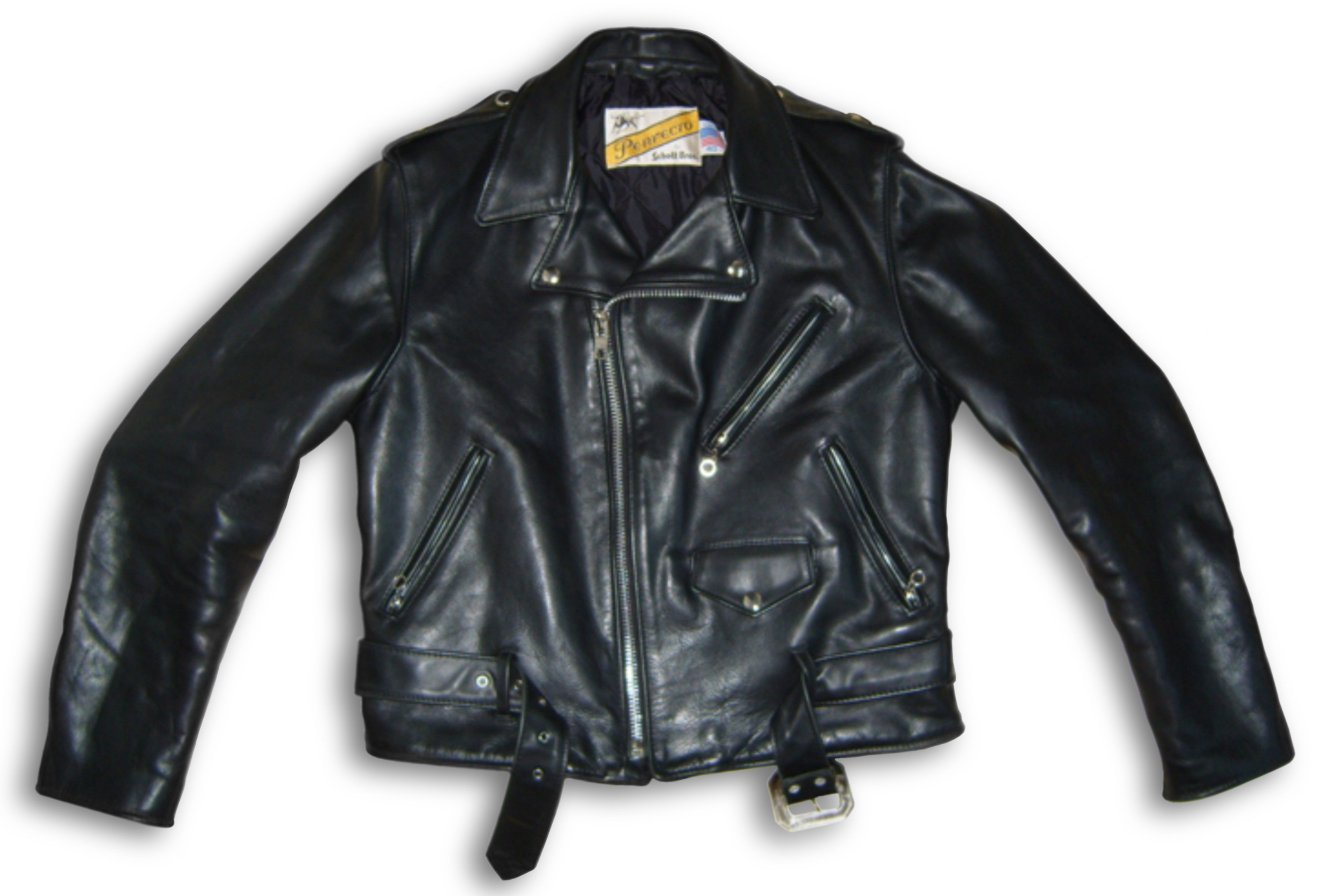
New Schott Perfecto 613

Il 613 è reintrodotto e il taschino superiore ha un angolo di 45° circa.

### Attualmente
Il modello 118 viene dotato di cerniere cromate e vengono utilizzati diversi tiretti.